# ルイス・フランシス
フランシス・ルイス（Francis Ruiz, 1976年 - ）は、ドミニカ共和国出身のブルペン捕手、打撃投手、通訳、編成部国際交渉。中日ドラゴンズに所属する。
「ルイス・フランシス」と表記するのが一般的である。

## 経歴
ドミニカ共和国・エルセイボ（en）出身。17歳の時にカープアカデミー加入。
1997年に来日。広島東洋カープの練習生として2年目が終わる1998年の秋、球団スタッフとして採用され、2006年までブルペン捕手を務めていた。
また、松田元が2軍の由宇球場の視察に訪れた際、当時はまだ片言ではあったもののルイスの日本語での挨拶が上手であり、ルイス本人も日本語の習得に積極的だったことから「球団が費用を出すから日本語学校に通って来い」との松田の鶴の一声によって、試合のない月曜日に広島市内の語学学校に3年間通学し、通訳兼任となった。
広島在籍当時は月給約15万円ほどで、母国ドミニカ共和国には妻子もいたため30歳だった2006年オフ、一時は帰国を決意したが、その後中日ドラゴンズが選手を派遣していたドミニカ共和国のウィンターリーグの際、当時の中日コーチであった森繁和と長谷部裕との出会いがきっかけで、2007年にドミニカ出身のサンティアゴ・ラミレスとフランクリン・グラセスキーを獲得した中日のブルペン捕手兼スペイン語通訳として再来日した。

## 人物
ドラゴンズに入団したドミニカ人選手の相談役の役割も果たしている。
通訳兼任であるので、試合中はベンチに座っている。
ブルペン捕手として入団したが、2016年現在はブルペン捕手・通訳に加えて打撃投手も務めており、また球団編成部の国際渉外担当でもある。

## 詳細情報

### 背番号
- 120 （2003年 - 2005年）
- 112 （2006年）
- 95 （2007年）
- 101 （2011年 - ）